# Guillermo Galvé
Guillermo Galvé (Marcos Guillermo Piker; * 7. Februar 1946 in Buenos Aires) ist ein argentinischer Tangosänger.

## Leben und Wirken
Galvé debütierte als Jugendlicher in Mar del Plata mit dem Orchester des Pianisten Luis Savastano. Er trat zunächst unter dem Namen Guillermo Gales auf, den er später in Galvé änderte, da es bereits eine Tangosängerin namens Paula Gales gab. 1975 debütierte er mit dem Orchester José Colángelos im Centro Cultural San Martín. Von 1977 bis 1979 war er als Sänger Carlos Figaris im El Viejo Almacén engagiert, wo er auch mit Horacio Salgáns Septet (mit Ubaldo De Lío, Leo Lipesker, Julio Pane, Ariel Pedernera) auftrat. Daneben war er Gast der Fernsehsendungen Buenas Noches Tango auf Canal 11 und Grandes Valores auf Canal 9 und tourte mit einem Trio, bestehend aus Leopoldo Federico, Orlando Trípodi und Horacio Cabarcos, durch Argentinien.
Als Solist hatte er Auftritte u. a. mit Osvaldo Berlingier, Néstor Marconi, Domingo Moles, Ernesto Baffa und Osvaldo Tarantino. Mit Tarantino nahm er 1979 sein erstes Album mit Kompositionen Tarantinos und Juanca Tavera auf. 1981 tourte er mit Horacio Salgán durch Bolivien. Im Folgejahr gastierte er zwei Monate in den Trottoires de Buenos Aires. 1983 sang er zwei Monate im Club Argentino in Los Angeles. Er trat mit Ernesto Baffa und dem Sexteto Mayor und im Fernsehen auf und sang vor einem vorwiegend argentinischen Publikum in Miami und Mexiko.